# Ambroise Boimbo
Ambroise Boimbo (Monkoto, Tshuapa, Congo Belga, segle xx - Zaire, 1981) va ser un ciutadà congolès que va arrabassar l'espasa cerimonial al rei Balduí de Bèlgica el 29 de juny de 1960 a Léopoldville (actual Kinshasa), la vesprada abans de la proclamació oficial de la independència de la República del Congo (actual República Democràtica del Congo).
El seguici del rei conduïa des de l'aeroport a la ciutat quan va alentir perquè el monarca pogués quadrar-se i saludar la bandera d'un guàrdia d'honor de la Force Publique, les forces armades colonials, arriada al costat de la carretera. Una fotografia amplament publicada, feta pel periodista Robert Lebeck, mostra un elegant Boimbo, amb vestit i corbata, manllevant l'espasa reial mentre Balduí i el president congolès Joseph Kasa-Vubu resten aliens a l'incident. Unes altres fotografies preses per Lebeck mostren a Boimbo encerclat per gendarmes belgues i colonials congolesos, mentre el redueixen a terra. Segons els mitjans de comunicació, un vehicle policíac es va emportar el «manifestant nacionalista», però més tard, el mateix dia, va ser alliberat a petició del rei. L'espasa va ser recuperada ràpidament i tornada al rei Balduí, que va ser filmat duent-la l'endemà, 30 de juny, a la cerimònia del discurs d'independència del Congo.
Inicialment, Boimbo va treballar de soldat, però després del succés amb l'espasa va treballar d'electricista. Va morir el 1981 i se'l va enterrar al cementiri de Kintambo, a la ciutat de Kinshasa.

## Llegat
Per a alguns comentaristes l'atac de l'espasa va simbolitzar la independència real del Congo, tot i que d'altres el van veure tan senzillament com un cas de sobrealteració alhora que de celebració.
El 2009 i el 2010 un petit equip de filmació belga va viatjar al Congo per a cercar i documentar la vida de Boimbo amb la publicació del documental Boyamba Belgique, també anomenat Why a king should not lose his sword.
El 2019, en una entrevista, l'artista sud-africana Mary Sibande va mostrar interès en les motivacions de Boimbo.